# Montanhas de Congue

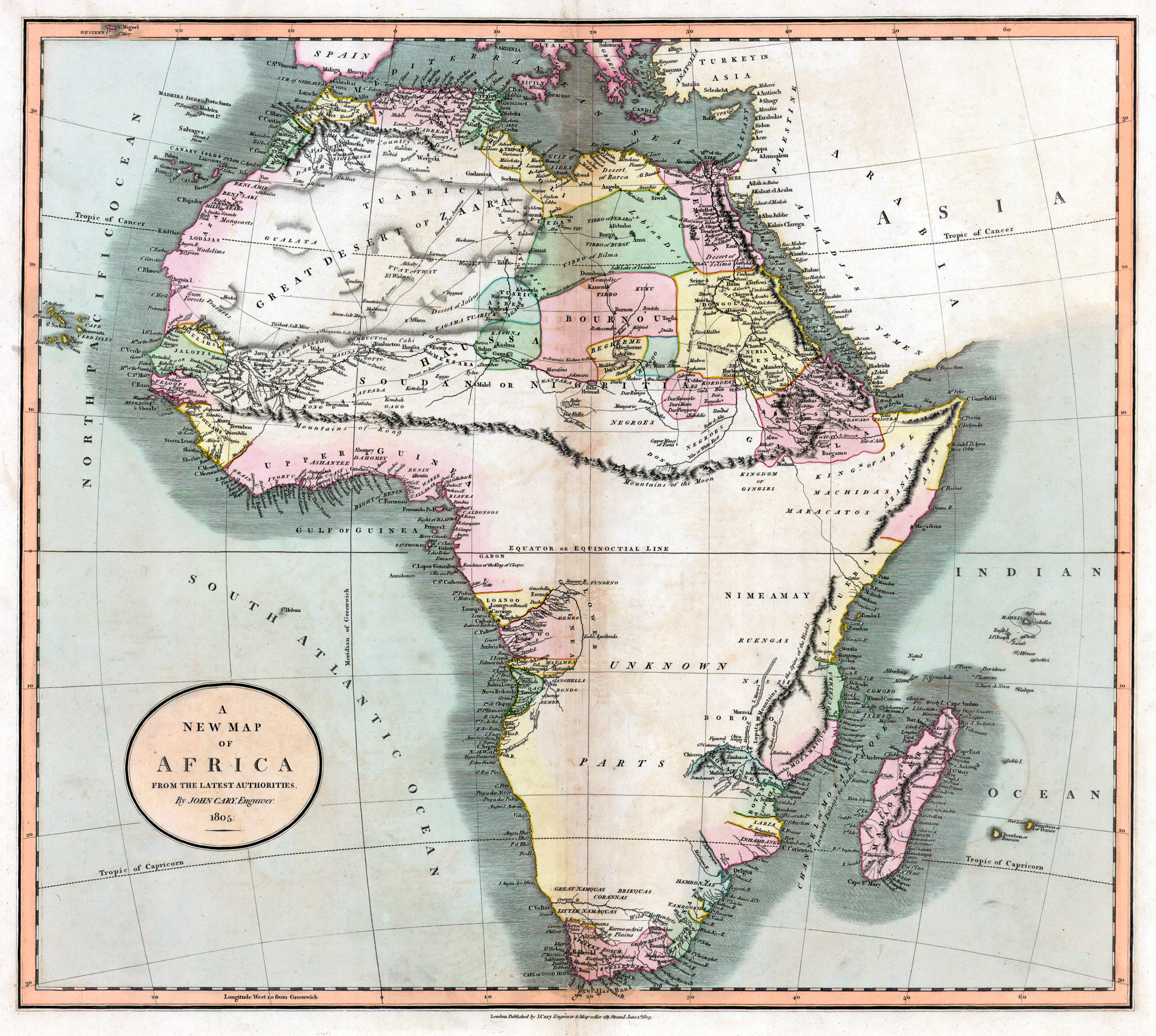
Mapa da África, assinado por John Cary em 1805, mostrando as Montanhas de Congue estendendo-se para leste até as Montanhas da Lua

Montanhas de Congue (Kong) foi como foi chamada uma suposta cadeia montanhosa traçada em mapas do continente africano de 1798 até o final da década de 1880. Seu nome remetia à cidade de Congue, capital do império homônimo que prosperou durante os séculos XVIII e XIX na atual Costa do Marfim.
Descritas como contendo "cumes cobertos de neve em boa parte do ano (...) com sua altura, tocavam o céu", em alguns mapas, as Montanhas de Congue chegaram a atravessar todo o continente africano, de leste a oeste, como um muro que separava o deserto do Saara do sul do continente. Atualmente sabe-se que estas montanhas não existem.

## História

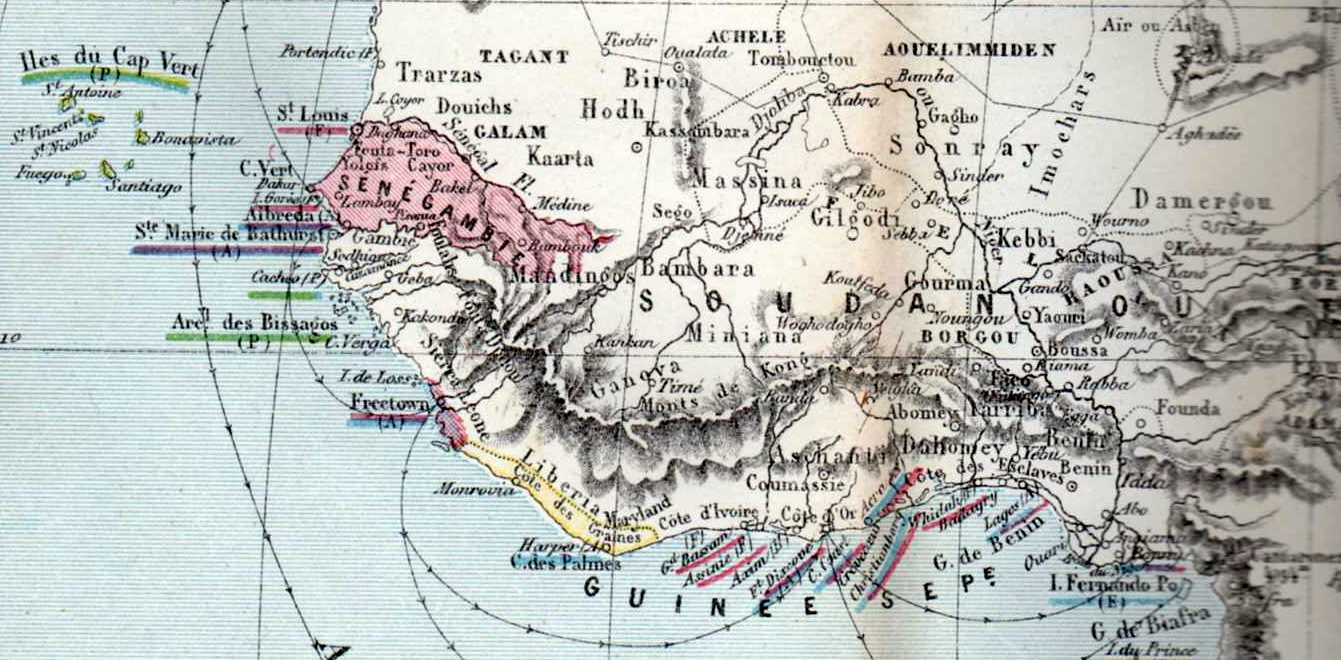
As Montanhas de Congue em um mapa francês de 1881

O primeiro relato das supostas montanhas foi feito pelo explorador escocês Mungo Park, que viajou ao interior dos atuais Senegal e Mali, entre os anos de 1795 e 1797 em busca das nascentes do rio Níger. Em 1799, foi publicado seu relato de viagem em um jornal inglês, que continha ilustrações das formas rochosas encontradas pelo escocês.
O mapa resultante das explorações de área pelo Mungo Park, que mostrou a extensão da cadeia de montanhas pela primeira vez, foi produzido pelo cartógrafo inglês James Rennell, e representavam o rio Níger como evaporando para o interior em Uangara, Burquina Fasso. Rennell acreditava que o rio Níger ia em direção ao leste e desaguava em um delta interior. A presença das montanhas confirmava o pensamento de Rennell, já que a cordilheira impedia o curso do rio para o sul.
As representações de Rennell, então, foram divulgadas em diversos mapas comerciais africanos. A partir do momento em que elas foram divulgadas, a grande maioria dos mapas comerciais da África até o fim do século XIX passaram a incluir as Montanhas de Congue. Os cartógrafos, porém, atribuíram muitas variações para à cordilheira. Os historiadores Thomas Basset e Phillip Porter identificaram quarenta mapas mostrando as montanhas publicadas entre 1798 e 1892.
O fabricante alemão de mapas Johann Reinecke, por exemplo, incluiu as montanhas em seu mapa de 1804, chamando a cadeia montanhosa de Geburg Kong. Em 1805, o artista londrino John Cary mostrou pela primeira vez a ligação da cadeia montanhosa com as Montanhas da Lua.
A "Géographie de l'abbé Gaultier" (Geografia do Padre Gaultier), de 1833, refere-se às Montanhas de Congue como uma das "oito principais montanhas da África"; que "separam Nigrícia da Guiné" e são uma continuação das "Montanhas da Serra Leoa na Senegâmbia".
Na 4ª edição do "Meyers Konversations-Lexikon" de 1880 (em alemão), as Montanhas de Congue são descritas como, entre outras coisas, "montanhas inexploradas, que se estendem ao norte da costa da Guiné Alta por um comprimento de 800 a 1.000 km entre a 7ª e a 9ª latitude norte até a 1ª longitude oeste de Greenwich". No extremo leste está a cidade de "Congue, que ainda não entrou em um europeu, mas que de acordo com a declaração do Eingebornen é suposto ser o maior mercado nessas áreas e fabricar tecidos de algodão, que estão em nome do Sudão".

### Desmistificação

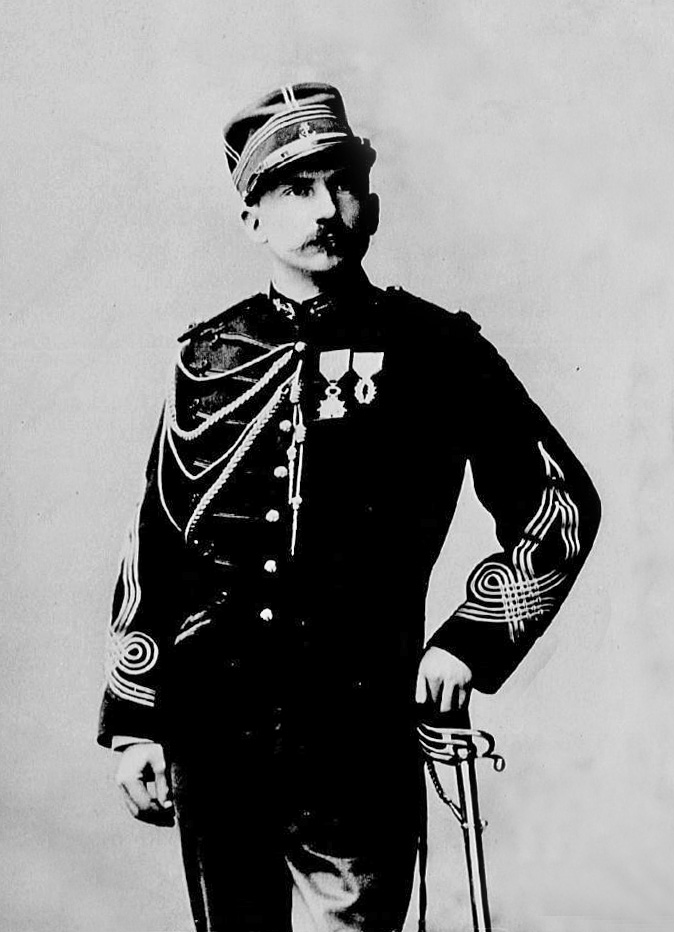
Louis Gustave Binger, explorador francês que descobriu a não existência da Montanha

Apesar das constantes falhas de outras explorações posteriores para localizar a cadeia de montanhas, ela continuou a aparecer em mapas até o final do século XIX.
A grande maioria dos cartógrafos pararam de incluir as montanhas nos mapas depois que o explorador francês Louis Gustave Binger estabeleceu que as montanhas não existiam, em sua expedição de 1887-1889 para mapear o rio Níger a partir de sua foz no Golfo da Guiné e em toda a Costa do Marfim. Percebendo a inexistência da cordilheira, ele relatou o fato à Sociedade Geográfica de Paris quando retornou para sua cidade natal.

### Citações Posteriores
Apesar disso, porém, ela continuou a ser citada e a aparecer em alguns poucos mapas.
Em 1908, a cadeia de montanha foi citada nos Anais do Observatório Privado de Lucien Libert, numa matéria sobre um eclipse solar ocorrido em 28 de junho daquele ano: "termina nas Montanhas de Congue, no norte da Guiné".
Em 1928, o Oxford Advanced Atlas da Bartholemew ainda os continha em seu índice, na coordenada "8'40'N, 5'0' W". Mesmo mais tarde, eles apareceram erroneamente no Atlas Mundial de Goode de 1995.

## Nomeações relacionadas
- A cidade de Congue, na Costa do Marfim, data do século XII e leva o nome que deu às montanhas. A cidade cresceu durante o século XVII até formar o Império de Congue que eventualmente caiu sob o domínio colonial francês.

- Uma série de colinas chamadas Kong Hills fazem parte da faixa de terra alta que separa as planícies internas da África Ocidental das regiões costeiras. Em geral, as cúpulas das colinas estão abaixo de 610m (2000 pés) e não mais de 215m (700 pés) acima do nível do país.[8]

## Na cultura popular
- As montanhas de Congue são mencionadas na obra literária, Robur le conquérant, de Júlio Verne: "No horizonte estavam confusamente as Montanhas de Congue do Reino do Daomé." (Capítulo 12).
- Em 1933, o cineasta Merian C. Cooper lembrou da lenda quando batizou seu gorila gigante King Kong em seu filme de mesmo nome, embora a ação do filme aconteça na Indonésia.

## Galeria de Mapas

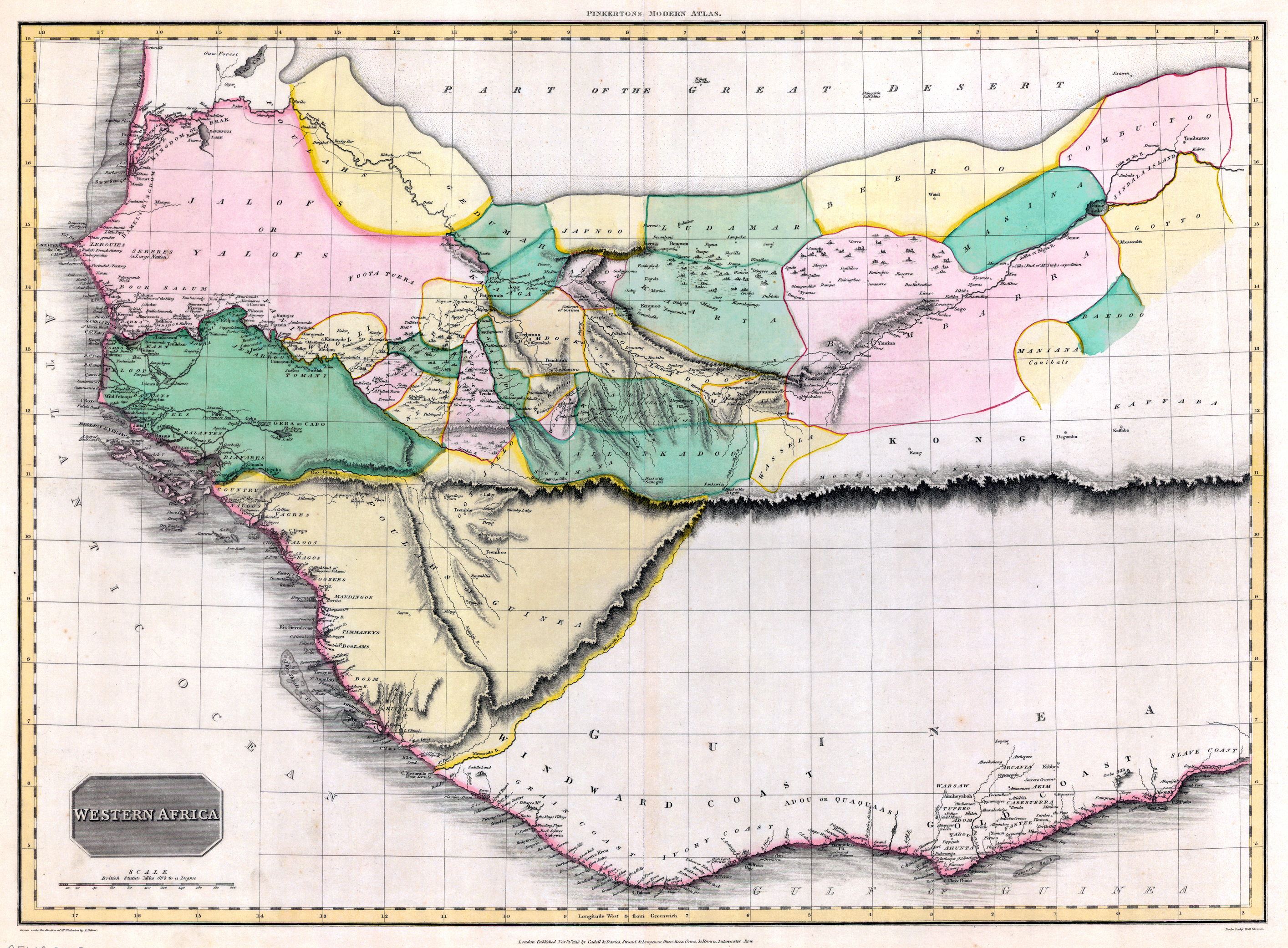
Um mapa do continente africano, feito por John Pinkerton em 1813.
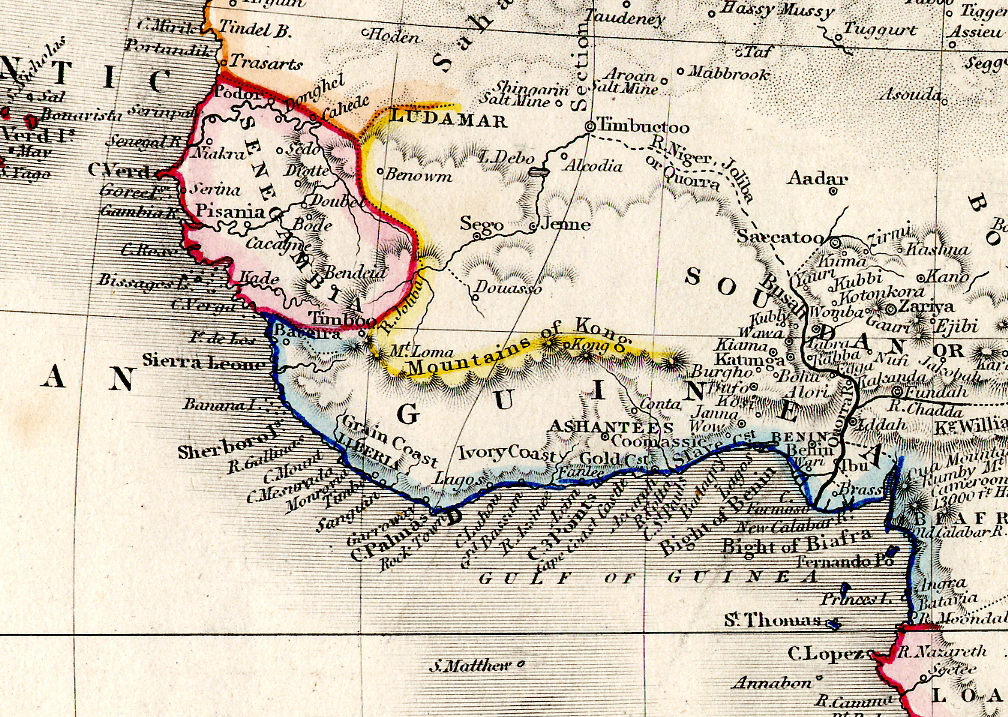
As Montanhas de Congue no mapa "África" do Atlas de Milner, 1850.
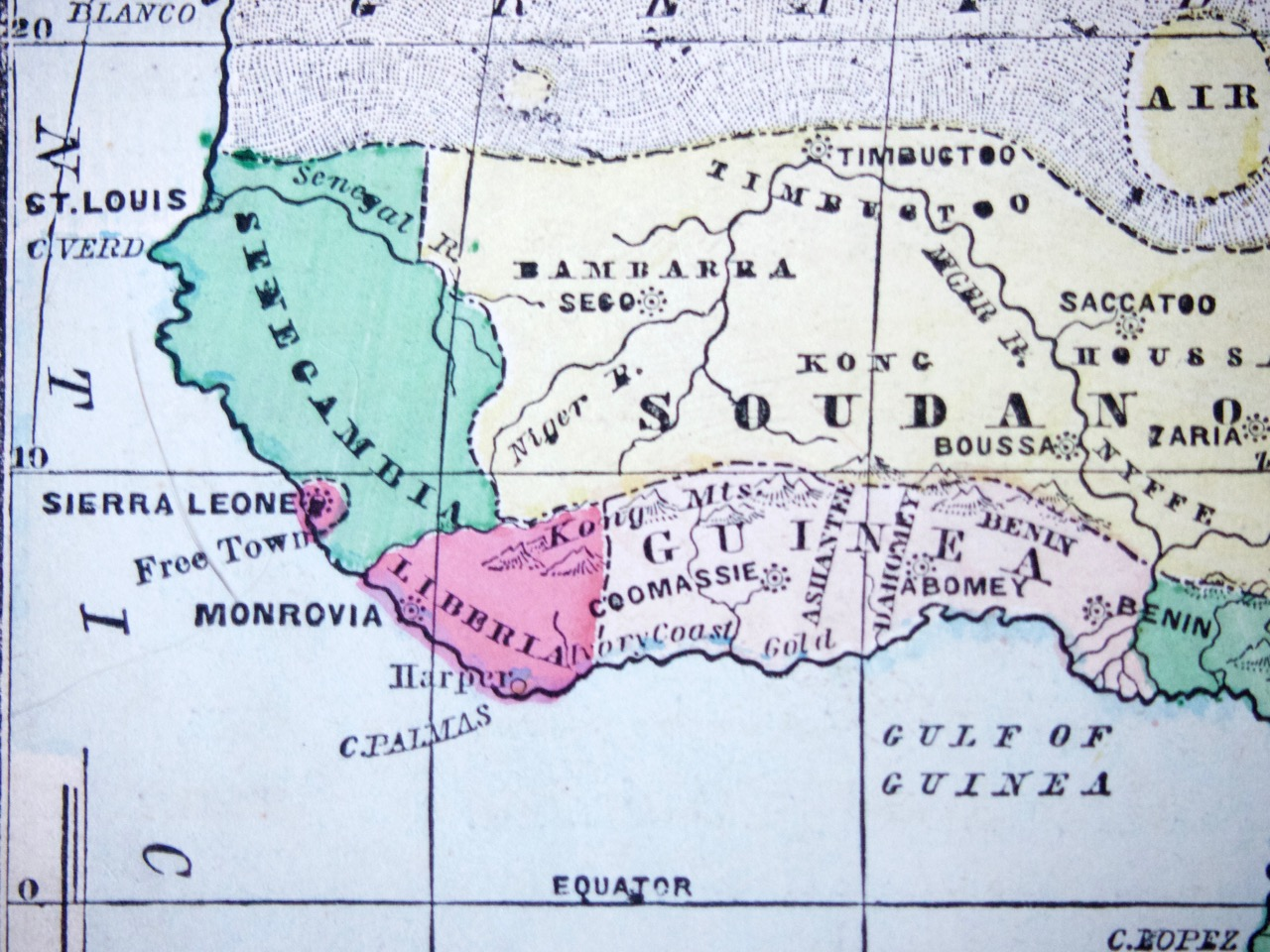
Detalhes da cadeia montanhosa no livro de aula de Monteith, 1872.
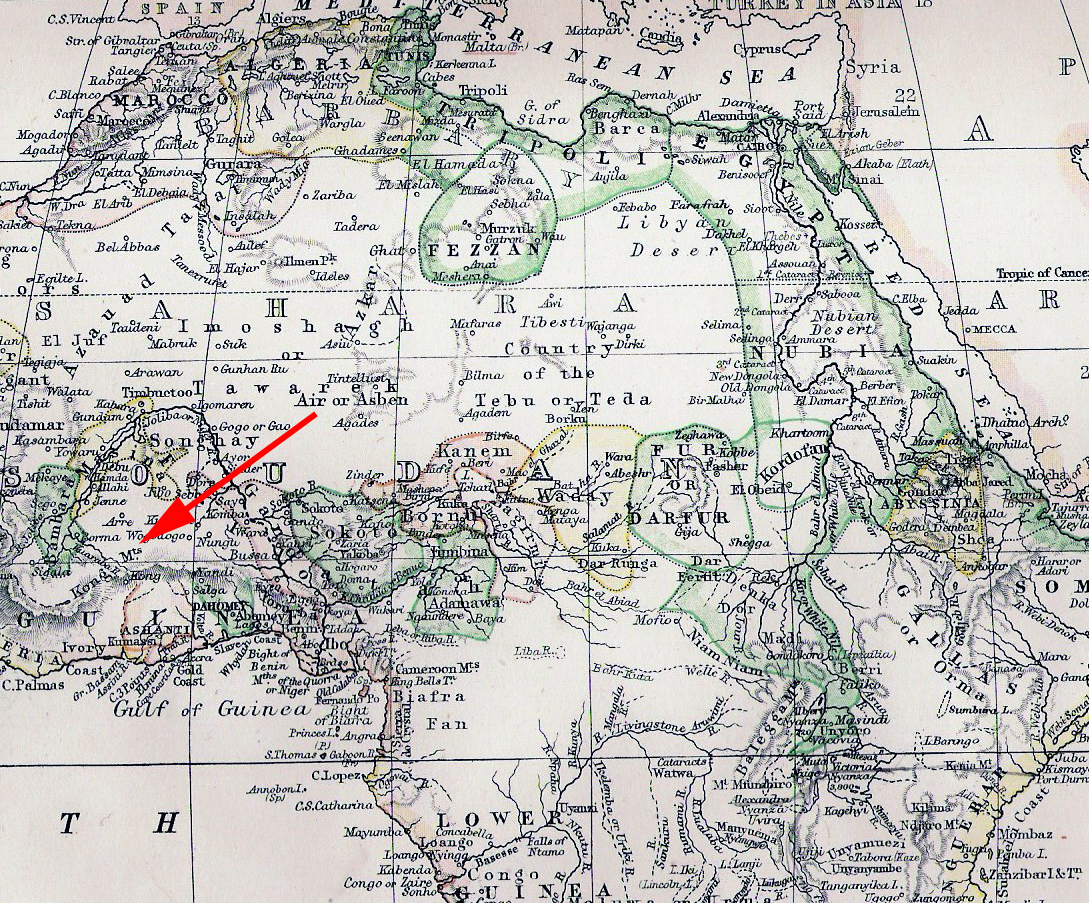
Montanhas Kong em vermelho em um atlas decimonônico, 1882.
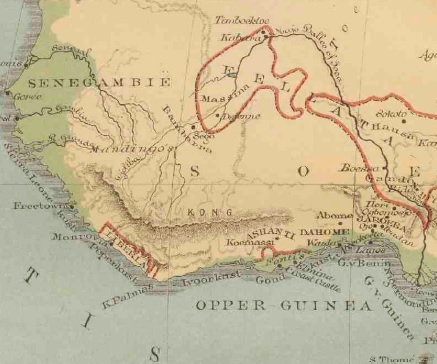
Montanhas de Congue em um atlas holandês (1877), situado no oeste da África